# Thomas Gaskell Tutin
Thomas Gaskell Tutin (* 21. April 1908 in Kew (Surrey), Vereinigtes Königreich; † 7. Oktober 1987) war ein britischer Botaniker. Er war Spezialist für die Taxonomie der Höheren Pflanzen, arbeitete aber auch über Algen. Seine offizielle botanische Abkürzung ist "Tutin".

## Lebenslauf
Tutin genoss seine Ausbildung in Bristol und Cambridge. Angeregt zur Botanik wurde er durch Humphrey Gilbert-Casing, der von 1921 bis 1950 Direktor des Botanischen Gartens in Cambridge war. Tutin studierte in Cambridge von 1927 bis 1931.
Bei der Cambridge Natural History Society lernte er verschiedene Kollegen kennen, darunter Edmund Frederic Warburg (1908–1966). Sie studierten die Flora Englands, sammelten zahlreiche Pflanzen und machten auch Exkursionen nach Madeira und den Azoren. Tutins spezielles Interesse galt der Gattung Carex und den Gräsern.
Von 1933 bis 1937 arbeitete er an der Marine Biological Station Plymouth und untersuchte die Gattung Zostera. 1937 nahm er an einer Expedition teil, die die Algen des Titicaca-Sees untersuchte. 1938 sammelte er Pflanzen in Peru und Bolivien. Seinen Master erhielt er 1939 in Manchester. Von 1939 bis 1944 war er in Manchester tätig. Er war Professor der Botanik an der Leicester University von 1947 bis 1973.

## Werk
Im Jahr 1947 erhielt er zusammen mit Arthur Clapham und Warburg den ehrenvollen Auftrag, eine neue Flora der britischen Inseln zu schreiben. Die letzte  – aus der Feder von Sir Joseph Hooker (1817–1911) – stammte aus dem Jahre 1870. Diese Flora erschien 1952 und in weiteren Auflagen 1962 und 1987.
Sein wichtigstes Werk aber war die zunächst 1964 bis 1983 erschienene Flora Europaea. Dieser Gedanke, eine Flora von ganz Europa zu verfassen, war unter einer Reihe von britischen Botanikern auf den Internationalen Botaniker-Kongress in Paris im Jahre 1954 entstanden. Zu ihnen gehörte außer Tutin und Warburg noch Vernon Hilton Heywood (geb. 1927), David Henriques Valentine (1912–1987), David Allardice Webb (1912–1994) und andere. Das große Werk kam in fünf Bänden heraus, die alle im Abstand von vier Jahren erschienen sind. Es war ein wichtiger Fortschritt zur Erfassung der Flora  Europas und des Mittelmeergebietes. Es erschien in den Jahren von 1964 bis 1980, gedruckt von der Cambridge University Press.